# Euryops chrysanthemoides
Espèce
Classification phylogénétique

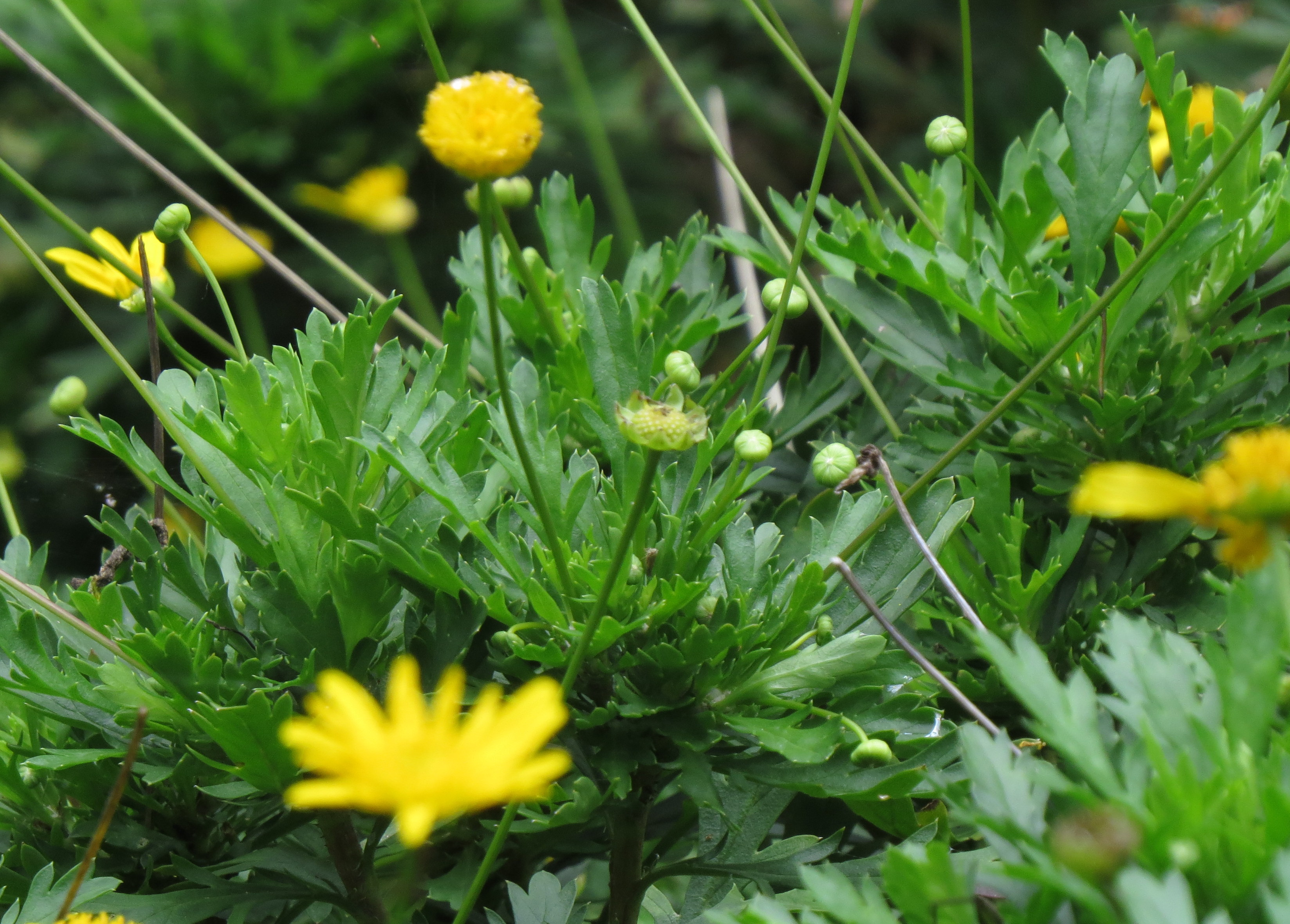
Euryops chrysanthemoides

Euryops chrysanthemoides ou Euryops à fleurs de chrysanthème est une espèce de plante à fleurs de la famille des Asteraceae, originaire d'Afrique du Sud.
Il est cultivé comme plante ornementale en Europe, au Japon et en Amérique.
Synonyme : Gamolepis chrysanthemoides DC. est le premier nom scientifique (basionyme) donné à la plante par de Candolle en 1837. Par la suite, l'espèce a été déplacée dans le genre Euryops sur la base de son nombre de chromosomes.

## Étymologie
Le nom de genre Euryops dérive du grec eurys « grand » et ops « œil », évoquant le capitule. Le qualificatf spécifique chrysanthemoides signifie « ressemblant au chrysanthème ».

## Description
Euryops chrysanthemoides est un arbrisseau compact, au feuillage persistant, de 0,50 à 2 m de haut.
Le pied comporte plusieurs tiges érigées, se ramifiant à l'extrémité en plusieurs rameaux portant de nombreuses feuilles, assez proches les unes des autres.
La feuille d'un vert brillant est pennatilobée à pennatipartite, formée de segments profondément indentés, de 3-10 cm de long sur 1-3 cm de large. Le feuillage est persistant.
Les capitules solitaires d'un jaune brillant, de 3-4 cm de diamètre, comportent à la périphérie jusqu'à une trentaine de fleurs ligulées et un centre de fleurs tubulées.
En France, la floraison s'étale de la fin de l'été à l'automne ou l'hiver. En Afrique du Sud, la plante fleurit de mars à septembre.
De nombreuses petits akènes noirs, veinés, sont produits après la floraison.

## Distribution
Euryops chrysanthemoides croît dans le Cap-Oriental dans le KwaZulu-Natal, Mpumalanga et Swaziland.
On le trouve en général en bordure de forêts et dans les ravins.

## Culture
Cet arbrisseau apprécie les emplacements ensoleillés et tolère jusqu'à −6 °C.
Il possède une croissance assez rapide les premières années.